# Sieben Steinhäuser
Les Sieben Steinhäuser (les « Sept maisons de pierre ») sont un groupe de cinq grandes tombes mégalithiques, ou dolmens, situées près de Walsrode, dans l'arrondissement de la Lande (Heidekreis), en Basse-Saxe (Allemagne).
Les dolmens ont été érigés à l'époque de la culture des vases à entonnoir, vers 3500 - 2800 av. J.-C.

## Situation géographique
Les Sieben Steinhäuser se situent au milieu du terrain militaire de manœuvres  de Bergen, entre Bad Fallingbostel et Bergen, en Basse-Saxe, à environ 60 km au nord de Hanovre et 120 km au sud de Hambourg.
La seule route ouverte au public commence à un poste à Ostenholz, à quatre km de la sortie de l'Autoroute 7 de Walsrode. Elle traverse sur plusieurs kilomètres le terrain militaire de manœuvres.
Les Sieben Steinhäuser sont accessibles seulement pendant les week-ends et jours fériés, de 8h00 à 18h00.

## Historique
Les premières mentions datent de 1720, par l'archéologue et écrivain Johann Georg Keyßler.
Même si l'on parle traditionnellement des « sept maisons de pierre », il ne s'agit en réalité que de cinq tombes. Ainsi une illustration historique de 1744 ne montre que les cinq tombes connues.
Quatre des tombes ont été déterrées et restaurées entre 1924 et 1937.
En 1958, le site a été entouré de talus de terre de plusieurs mètres de hauteur pour le protéger des exercices militaires.

## Description
Les sépultures des Sieben Steinhäuser ont été érigées au Néolithique, vers 3500 av. J.-C., par un groupe appartenant à la culture des vases à entonnoir.
Le dolmen B montre des similitudes avec des sépultures françaises. Les quatre autres correspondent à ceux de la région Elbe-Weser.
Les côtés longs des cinq tombes sont orientés presque exactement en direction du nord-est. Les joints entre les pierres ont été fermés par de la maçonnerie sèche. De petits restes sont toujours visibles.
À l'origine, toutes les tombes étaient couvertes par de la terre qui s'est érodée avec le temps.

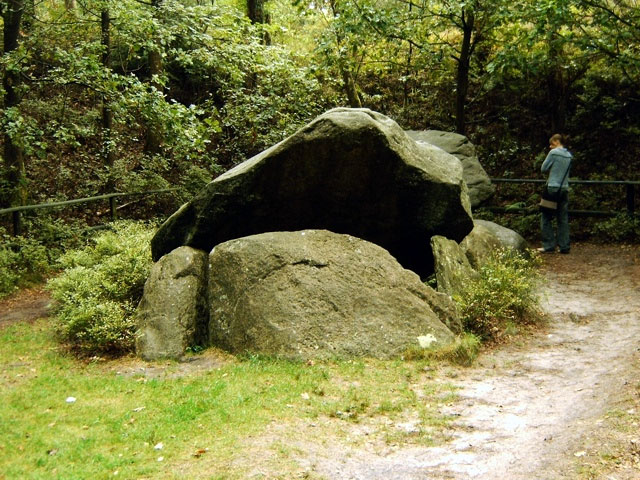
Sieben Steinhäuser, Dolmen A
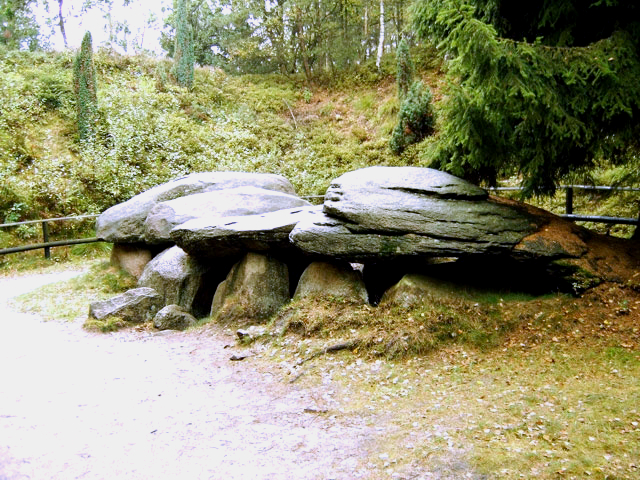
Dolmen B
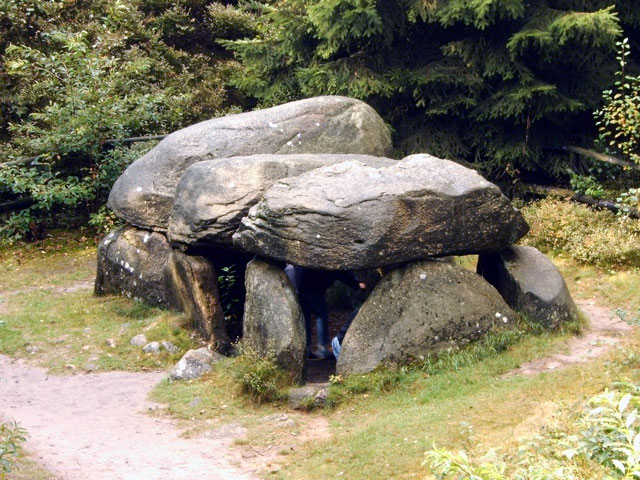
Dolmen C
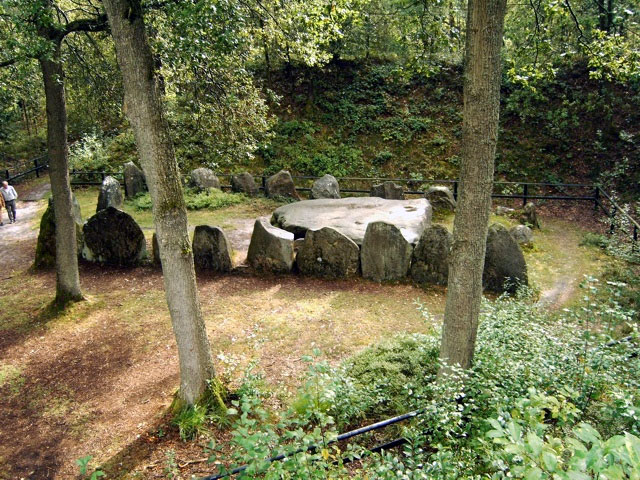
Dolmen D
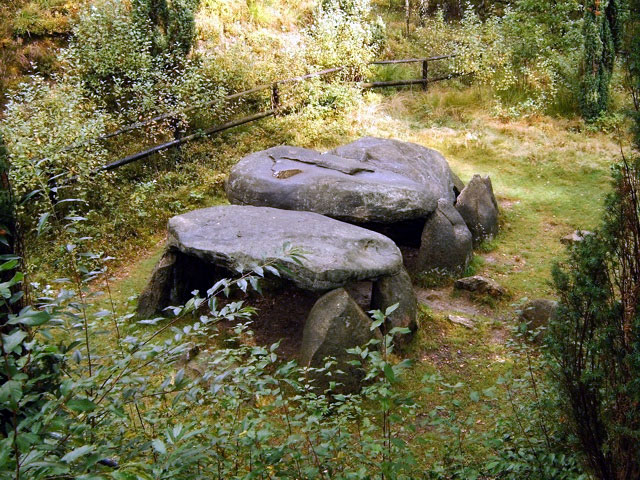
Dolmen E

### Dolmen A
Le dolmen A consiste en quatre pierres sur chaque côté long et une pierre sur les côtés courts. La chambre a une dimension de 6,5 × 2 m, elle est couverte avec trois pierres. L'entrée est au milieu du côté Sud-Est. 

### Dolmen B

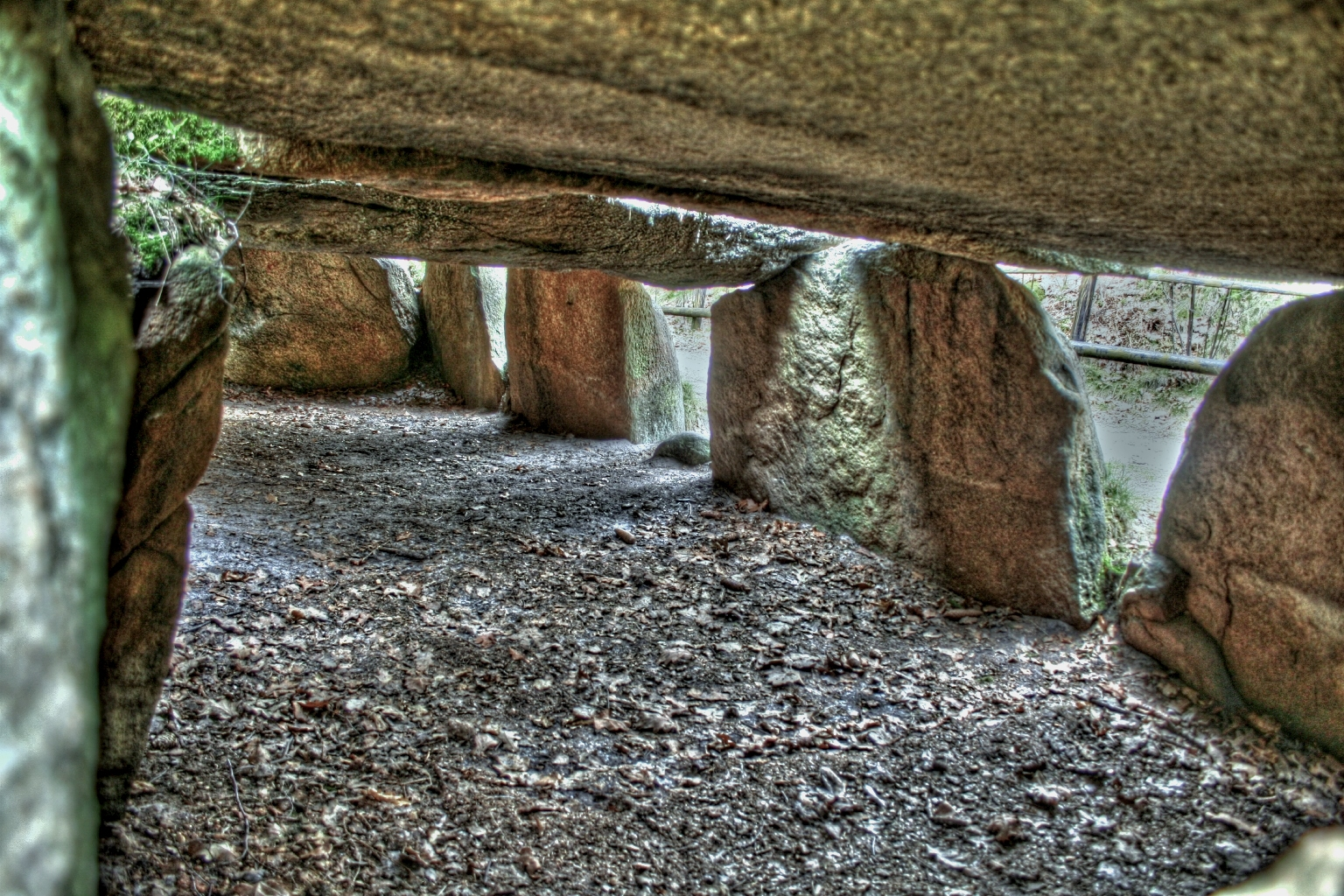
Vue intérieure du dolmen B

Le dolmen B est aussi constitué de quatre pierres principales sur les longs côtés. Mais contrairement au dolmen A, il y a quatre pierres de couverture. La dimension de la chambre est de 7 × 2,2 mètres.

### Dolmen C
La chambre relativement courte du dolmen C de 5 × 2 mètres est faite avec trois pierres sur le côté Sud-Est et quatre au Nord-Ouest, ainsi qu'une pierre sur chaque côté court, et trois pierres de couverture.

### Dolmen D
Le dolmen D est la tombe la plus ancienne du groupe. Elle est couverte par une pierre unique de 4,6 × 4,2 mètres, d'une épaisseur d'un demi mètre. La chambre mesure 4 × 4,20 mètres et l'entrée est au milieu du côté Sud-Est.

### Dolmen E
Les côtés longs du dolmen E ont quatre pierres sur lesquelles reposent trois pierres de couverture. La chambre a des dimensions de 5,6 × 2 mètres, et l'entrée se situe au milieu du côté Sud-Est.

## Protection
Les artéfacts trouvés sur le site sont exposés au musée du Land de Basse-Saxe à Hanovre.
Le site est classé monument historique depuis 1923.